# Robert Hogan (Schauspieler)
Robert Joseph Hogan (* 28. September 1933 in Queens, New York City; † 27. Mai 2021 in Belfast, Maine) war ein US-amerikanischer Schauspieler, der über 55 Jahre vor der Kamera und auf der Bühne aktiv war und in dieser Zeit in mehr als 150 Produktionen mitwirkte. Die Figur des Colonel Robert Hogan der United States Army Air Forces in der Fernsehserie Ein Käfig voller Helden – dargestellt von Bob Crane – wurde von seinem Freund und Serienschöpfer Bernard Fein nach ihm benannt.

## Leben
Robert Hogan wurde als Sohn von Mary und George Hogan in Jamaica, Queens, auf Long Island geboren; er war das jüngste von drei Kindern. Er besuchte die Saint Francis Preparatory School in Fresh Meadows, wo er in der Basketball-Mannschaft spielte. Während des Koreakriegs diente er in der United States Air Force. Nach dem Ende seines Militärdienstes studierte er zunächst Maschinenbau an der New York University. Einer von Hogans Professoren erkannte allerdings, dass der Studiengang für ihn ungeeignet sei und empfahl ihm, einen Eignungstest zu machen; dieser lenkte Hogan in Richtung Kunst. Nach dem ersten Semester wechselte er schließlich an die renommierte American Academy of Dramatic Arts, die er 1953 abschloss.
Vom 15. Januar 1957 bis zum 6. Dezember 1982 war er mit der Künstlerin Sharon Lynn „Shannon“ Harper verheiratet; aus dieser Ehe gingen drei Kinder hervor. Ab dem 3. Dezember 1983 war er, bis zu seinem Tod, in zweiter Ehe mit der Autorin Mary Barbera verheiratet.
Im Jahr 2013 wurde bei Hogan Alzheimer diagnostiziert.
Hogan starb im Alter von 87 Jahren an den Folgen einer Lungenentzündung, die durch seine Alzheimer-Krankheit begünstigt wurde. Er wurde von seiner zweiten Ehefrau, seinen Kindern aus erster Ehe und zwei Enkelkindern überlebt. Seine sterblichen Überreste wurden kremiert und im US-Bundesstaat Maine beigesetzt, wo die Familie zuletzt lebte.

## Karriere
Robert Hogan begann seine Schauspielkarriere am Theater, wo er 1961 sein Debüt als Elliot in der ursprünglichen Off-Broadway-Produktion von Michael Shurtleffs Call Me by My Rightful Name an der Seite von Robert Duvall und Joan Hackett hatte. Kurz darauf zog er nach Los Angeles in Kalifornien, um eine Karriere beim Film und im Fernsehen zu starten. So war er bereits im Jahr seiner Ankunft als Gaststar in Folgen von 77 Sunset Strip und Cheyenne zu sehen.
Im Laufe der 1960er und 1970er Jahre folgten Gast- und Nebenrollen in Fernsehserien wie Batman, Bonanza, Fair Exchange, Gomer Pyle, U.S.M.C., Hawaiian Eye, Bezaubernde Jeannie, Twelve O’Clock High, Twilight Zone und auch mehrfach in Ein Käfig voller Helden. Er spielte zu dieser Zeit außerdem in zwei Filmen: 1962 in FBI Code 98 sowie 1963 in Greenwich Village Story.
Seinen Durchbruch in Hollywood hatte er schließlich 1967, als er die Rolle des Reverend Tom Winter in der Seifenoper Peyton Place übernahm, die er in zwei Staffeln der Serie verkörperte.
Im Jahr 1969 spielte Hogan für kurze Zeit die Rolle des Will Austin in Zeit der Sehnsucht; 1970 kehrte er in einer wiederkehrenden Rolle als Scott Banning Sr. in die Serie zurück, den er anschließend zwei Jahre lang verkörperte. In den 1970er Jahren war er als Gastschauspieler ebenfalls in zahlreichen Fernsehserien zu sehen, darunter FBI, Rauchende Colts, Hawaii Fünf-Null, M*A*S*H, Kobra, übernehmen Sie, Mork vom Ork, Mary Tyler Moore, Detektiv Rockford – Anruf genügt und in Barnaby Jones. 1973 spielte er neben Robert Hooks, der einen hochbezahlten afroamerikanischen Privatdetektiv mit Sitz in Südkalifornien verkörperte, eine der Hauptrollen in dem unverkauften Fernsehserienpiloten Stone von ABC. Von 1974 bis 1975 gehörte er in der Rolle von Sheriff Paul Tate zur Hauptbesetzung der kurzlebigen Serie The Manhunter. Weitere wiederkehrende Rollen hatte er in General Hospital als Burt Marshall, als Greg Stemple in Alice (1977–1982) und als Lieutenant Commander Sam Haller in Unternehmen Petticoat (1978–1979). Er war auch in mehreren Fernsehfilmen zu sehen, darunter 1974 in Heatwave! und in Roll, Freddy, Roll! 1979 spielte er im Kino Jake Lingle in Lewis Teagues Gangsterfilm Die Frau in Rot.
Ab Ende der 1980er Jahre war er zudem wieder regelmäßig auf der Bühne zu sehen. So spielte er in der Broadway-Produktion von A Few Good Men von 1989 bis 1991 und in Hamlet im Jahr 1992 – zahlreiche Off-Broadway- und Regionaltheater-Produktionen folgten. Für seine Darbietung in Never the Sinner wurde er 1989 mit dem Outer Critics Circle Award bedacht.
In den 1980er und 1990er Jahren setzte Hogan seine aktive Fernsehkarriere fort und trat als Gastschauspieler in Fernsehserien wie Airwolf, Der unglaubliche Hulk, Knight Rider, Laverne & Shirley, Magnum, Quincy, Polizeirevier Hill Street, St. Elsewhere, T. J. Hooker und Mord ist ihr Hobby auf. Zwischen 1987 und 1989 sowie erneut im Jahr 1991 hatte eine wiederkehrende Rolle als Vince McKinnon in Another World. Er spielte auch in einer Reihe von Fernsehfilmen mit, darunter 1980 in Natalie Woods letztem abgeschlossenen Film The Memory of Eva Ryker und 1985 in Prince Jack, in dem er John F. Kennedy verkörperte. Im Kino war er 1998 in Species II zu sehen.
Auch in den 2000er Jahren blieb Hogan vor der Kamera und auf der Bühne aktiv.
Er spielte im Jahr 2000 die wiederkehrende Rolle des Phil Carbone in der Fernsehserie Deadline, 2003 die von Louis Sobotka in The Wire und zwischen 2003 und 2006 Richter Hugo Bright in Law & Order. Seine Rolle als Louis Sobotka in The Wire brachte ihn einer jüngeren Zuschauergeneration näher. Im Film war er im Jahr 2000 in Maze, Cupid & Cate und in Brooklyn Sonnet (Borough of Kings) zu sehen. 2001 spielte er in The Sleepy Time Gal, 2005 in Sweet Land, 2007 in Day Zero, 2008 in Universal Signs und 2009 in Welcome to Academia. Am Off-Broadway war er in den Stücken Further Than the Furthest Thing (2002), Boy (2004), The Accomplices (2007) und Mourning Becomes Electra (2009), neben anderen, zu sehen.
Einen seiner letzten Auftritte auf der Bühne hatte er im Jahr 2015 in Mad River Rising. Letztmalig vor der Kamera war er in den Jahren 2017 und 2018 in den Kurzfilmen Light Withheld und The Deplorable zu sehen.
Seine zahlreichen Gastrollen und wiederkehrende Rollen in Seifenopern verschafften ihm einen festen Platz in der US-amerikanischen Fernsehlandschaft – er war einer der gefragtesten Nebendarsteller seiner Zeit.
Im deutschen Sprachraum wurde Hogan unter anderem von Ingo Albrecht, Arnim André, Ekkehardt Belle, Niels Clausnitzer, Ivar Combrinck, Berno von Cramm, Hermann Ebeling, Erich Ebert, Rüdiger Evers, Norbert Gescher, Klaus-Peter Grap, Lothar Grützner, Elmar Gutmann, Till Hagen, Gerhart Hinze, Gerd Holtenau, Mario von Jascheroff, Claus Jurichs, Wolfgang Jürgen, Matthias Klages, Randolf Kronberg, Henry König, Peter Lakenmacher, Erich Ludwig, Gerhard Marcel, Tonio von der Meden, Tommi Piper, Eberhard Prüter, Horst Raspe, Thomas Rauscher, Franz Rudnick, Bernd Rumpf, Willi Röbke, Michael Rüth, Erik Schumann, Ortwin Speer, Horst Stark und Bodo Wolf synchronisiert.

## Auszeichnungen
1998 gewann Hogan den Outer Critics Circle Award in der Kategorie „Outstanding Featured Actor in a Play“  für Never the Sinner. Im Jahr 2003 wurde er mit dem Helen Hayes Award in der Kategorie „Outstanding Supporting Actor, Resident Play“ für A Moon for the Misbegotten ausgezeichnet.

## Trivia
Der Drehbuchautor und Produzent Bernard Fein war mit Hogan befreundet. Als er die Fernsehserie Ein Käfig voller Helden (1965–1971) zusammen mit Albert S. Ruddy entwickelte, gab er der von Robert „Bob“ Crane verkörperten Hauptfigur den Namen Hogans: Colonel Robert E. Hogan. Als eine weitere Hommage an Hogan erwähnt die von Leonardo DiCaprio verkörperte Figur Rick Dalton, ein Schauspieler aus den 1960er Jahren in Quentin Tarantinos Film Once Upon a Time in Hollywood, Hogan mit den Worten: „Bobby Hogan ist ein toller Typ“, als im Film eine Szene der Folge All the Streets Are Silent der Fernsehserie FBI aus dem Jahr 1965 zu sehen ist, in der Hogan mitwirkte.

## Filmografie (Auswahl)

### Film
- 1963: Bevor der goldene Regen kommt
- 1973: Westworld
- 1974: The Memory of Us
- 1975: Sonic Boom (Kurzfilm)
- 1979: Die Frau in Rot
- 1984: Prince Jack
- 1986: Hamburger – The Motion Picture (auch: Hamburger – The Movie)
- 1998: Species II
- 1998: Blue Christmas
- 1999: Advice from a Caterpillar
- 1999: Little Man (Kurzfilm)
- 2000: Maze
- 2000: Brooklyn Sonnet (auch: Borough of Kings)
- 2001: The Sleepy Time Gal
- 2005: Sweet Land
- 2007: Day Zero
- 2008: Universal Signs
- 2009: Welcome to Academia
- 2013: Trust, Greed, Bullets & Bourbon
- 2014: Stephen King’s A Good Marriage
- 2016: Youth in Oregon
- 2017: Light Withheld (Kurzfilm)
- 2018: The Deplorable (Kurzfilm)

### Fernsehserien
- 1961–1963: The Twilight Zone
- 1966: Batman
- 1968–1969: Peyton Place
- 1975: Medical Story (Miniserie)
- 1976: M*A*S*H
- 1981: Ein Colt für alle Fälle
- 1994: Law & Order
- 2000: Deadline
- 2003–2004: The Wire
- 2010: Law & Order: Special Victims Unit

## Theater (Auswahl)
- 1961: Call Me By My Rightful Name (Off-Broadway)
- 1989–1991: A Few Good Men (Music Box Theatre, Broadway, New York City)
- 1992: Hamlet (Criterion Center Stage Right, Broadway, New York City)
- 1992: On the Bum (Off-Broadway)
- 1996: The Preservation Society (Off-Broadway)
- 1996: The Shattering (Off-Broadway)
- 1998: Never the Sinner (Off-Broadway)
- 1998: Hope is the Thing with Feathers (Off-Broadway)
- 2002: Further Than the Furthest Thing (Off-Broadway)
- 2002: What Didn’t Happen? (Off-Broadway; Duke on 42nd Street, New York City)
- 2004: Boy (Off-Broadway, New York City)
- 2006: Romania. Kiss Me! (59E59 Theaters)
- 2007: The Accomplices (Off-Broadway; Acorn Theater, Manhattan, New York City)
- 2008: Rainbow Kiss (59E59 Theaters)
- 2009: The Master Builder (Yale Repertory Theatre)
- 2009: Mourning Becomes Electra (Theater Row/Acorn, Off-Broadway, New York City)
- 2010: Abraham Lincoln’s Big Gay Dance Party (Off-Broadway)
- 2011: Blood and Gifts (Lincoln Center Theater, Off-Broadway, New York City)
- 2012: Rutherford & Son (Mint Theater)
- 2012: Murder in the First! (59E59 Theaters)
- 2013: Luck of the Irish (Lincoln Center Theater, Off-Broadway, New York City)
- 2013: On Borrowed Time (Two River Theater)
- 2014: On a Stool at the End of a Bar (59E59 Theaters)
- 2015: The Liquid Plain (Alice Griffin Jewel Box Theatre, Pershing Square Signature Center)
- 2015: Mad River Rising (Robert S. Marx Theatre, Cincinnati Playhouse, Cincinnati)